# Tonsee (Mittenwalde)
Der Tonsee ist ein rund vier Hektar großes Gewässer auf der Gemarkung der Stadt Mittenwalde im Landkreis Dahme-Spreewald in Brandenburg.

## Lage
Der See liegt unmittelbar nordöstlich des historischen Stadtzentrums von Mittenwalde. Im Westen befindet sich ein kleines Waldgebiet, nördlich sind industriell genutzte Flächen, im Osten und Süden vorzugsweise landwirtschaftlich genutzte Flächen. Am nordöstlichen Ufer befindet sich ein Ablauf, mit dem je nach Wasserstand überschüssiges Wasser in den Zülowkanal abgeleitet wird.

## Geschichte, Zustand und Nutzung
Bis in die 1920er Jahre wurde in Mittenwalde Ton abgebaut. Nachdem der Abbau eingestellt wurde, füllte sich das verbliebene Loch mit Grund- und Regenwasser und besitzt damit eine vergleichbare Geschichte wie andere Ziegelteiche in der Region, zum Beispiel der Tonsee (Pätz) oder der Tonsee (Groß Köris).
Der See wird im 21. Jahrhundert zum Baden und Angelsport genutzt. An seiner Westseite befindet sich ein Parkplatz; an der Ostseite ist ein Badestrand. Der Tonsee ist mit Karpfen, Schleien, Brassen und Aalen besetzt. Um den See führt ein rund drei Kilometer langer Wanderweg.